# Schrattenthal
Schrattenthal è un comune austriaco di 862 abitanti nel distretto di Hollabrunn, in Bassa Austria; ha lo status di città (Stadtgemeinde). Nel 1972 ha inglobato i comuni soppressi di Obermarkersdorf e Waitzendorf.
Per un breve periodo fu un feudo di un ramo della famiglia fiorentina degli Strozzi, nella persona del generale austriaco Peter Strozzi (1626–1664), Conte di Schrattenthal (morto in battaglia contro gli Ottomani all'assedio di Novi Zrin - Croazia) e poi di suo figlio Jacob (Giacomo) Strozzi.